# San Juan Tulija
San Juan Tulija är en ort i Mexiko.   Den ligger i kommunen Palenque och delstaten Chiapas, i den sydöstra delen av landet, 800 km öster om huvudstaden Mexico City. San Juan Tulija ligger 101 meter över havet och antalet invånare är 847.
Terrängen runt San Juan Tulija är kuperad åt nordväst, men åt sydost är den bergig. San Juan Tulija ligger nere i en dal. Runt San Juan Tulija är det ganska tätbefolkat, med 54 invånare per kvadratkilometer. Närmaste större samhälle är Belisario Domínguez, 18,4 km norr om San Juan Tulija. I omgivningarna runt San Juan Tulija växer i huvudsak städsegrön lövskog.